# Mezdra (ville)
Pour les articles homonymes, voir Mezdra (homonymie).
Mezdra (en bulgare Мездра) est une ville de l'oblast de Vratsa en Bulgarie. Il est centre administrative de l'Obchtina de Mezdra.

## Géographie
La ville est située dans le nord-ouest de la Bulgarie, principalement sur la rive gauche de la rivière Iskar.
La population comprend 10 918 habitants selon le recensement de 01.02.2011.
| 1934  | 1946  | 1956  | 1965  | 1975   | 1985   | 1992   | 2001   | 2005   |
| ----- | ----- | ----- | ----- | ------ | ------ | ------ | ------ | ------ |
| 1 886 | 2 979 | 6 487 | 9 796 | 12 701 | 13 709 | 13 006 | 12 445 | 11 415 |

| 2008   | 2011   | - | - | - | - | - | - | - |
| ------ | ------ | - | - | - | - | - | - | - |
| 11 015 | 10 789 | - | - | - | - | - | - | - |

## Histoire

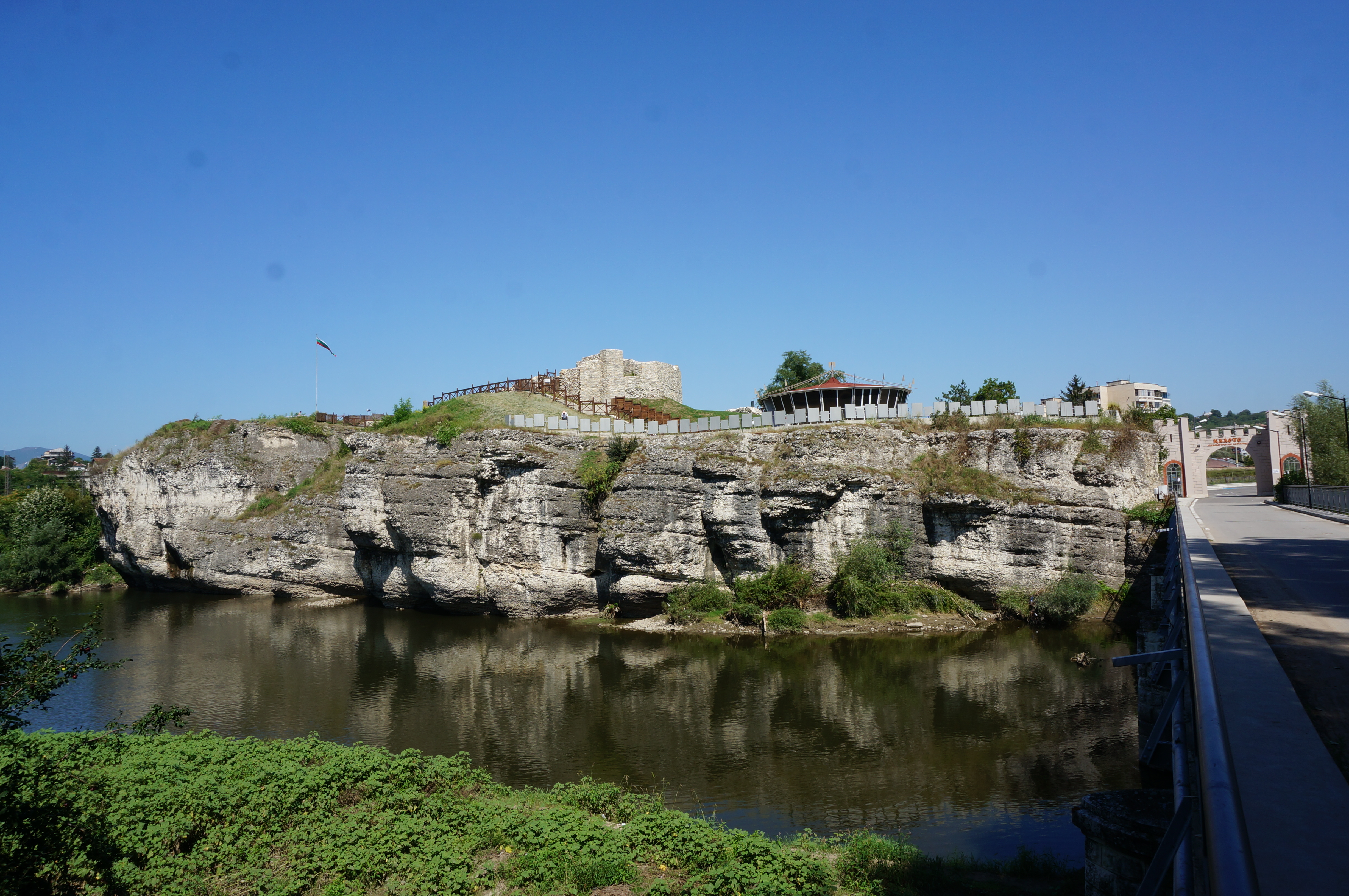
Le site archéologique et musée de Kaleto.

Mezdra, par sa position élevée sur la rivière, est un centre d'habitation depuis plusieurs millénaires. Des traces d'habitation remontent à l'âge du cuivre et par la découverte de la grotte de l'auroch. Sur le même site furent mis au jour des monnaies romaines de Dominicien, de Claude mais aussi de la période d'habitation byzantine. Après une longue période déclin, la ville ne comptait que 76 habitants en 1888, elle a été fondée pendant la construction de la ligne ferroviaire Sofia - Gorna Oryahovitsa dans la fin du XIXe siècle. Après la construction de la ligne Mezdra - Vidin, elle devient la deuxième gare d'importance dans le nord de la Bulgarie après Gorna Oryahovitsa.
Le village a été déclaré ville en 1949.

## Administration
Le maire municipale est M. Ivan Asparouhov (indépendant).

## Économie
Aujourd'hui Mezdra est un nœud ferroviaire majeur dans le nord de la Bulgarie, ayant 3 gares. La ville est située à la fin du gorge d'Iskar qui est le plus court chemin entre Sofia et le nord de la Bulgarie.
Elle est bien connue aussi avec ses entreprises de traitement de pierre et de marbre - des dépôts sont situés près de la ville, mais sont appelés à la plus grande ville à proximité: pierre de Vratsa.
La ville possède usines de machines, fabriques de textile, couture, de la brasserie et conserverie.

## Culture
Les centres culturelles sont:
- le tchitalichté "Prosveta" (1925),
- la Maison du cheminot (avec théâtre amateur et exposition sur l'histoire des chemins de fer),
- la Galerie d'art (1971),
- le cinéma.

## Galerie

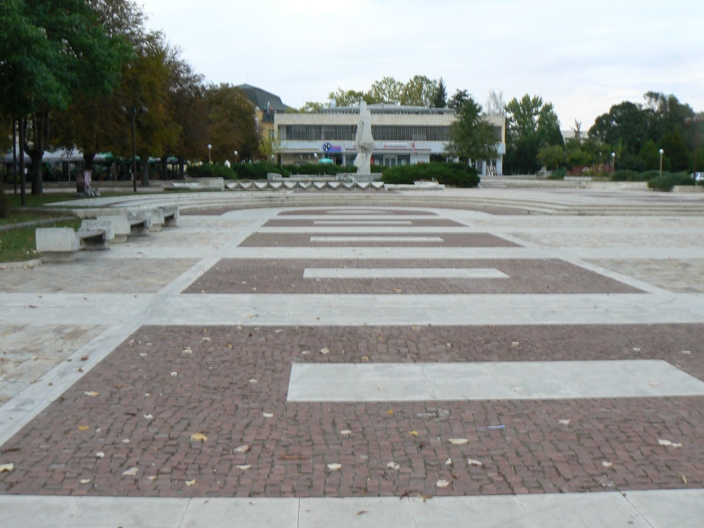
La place centrale
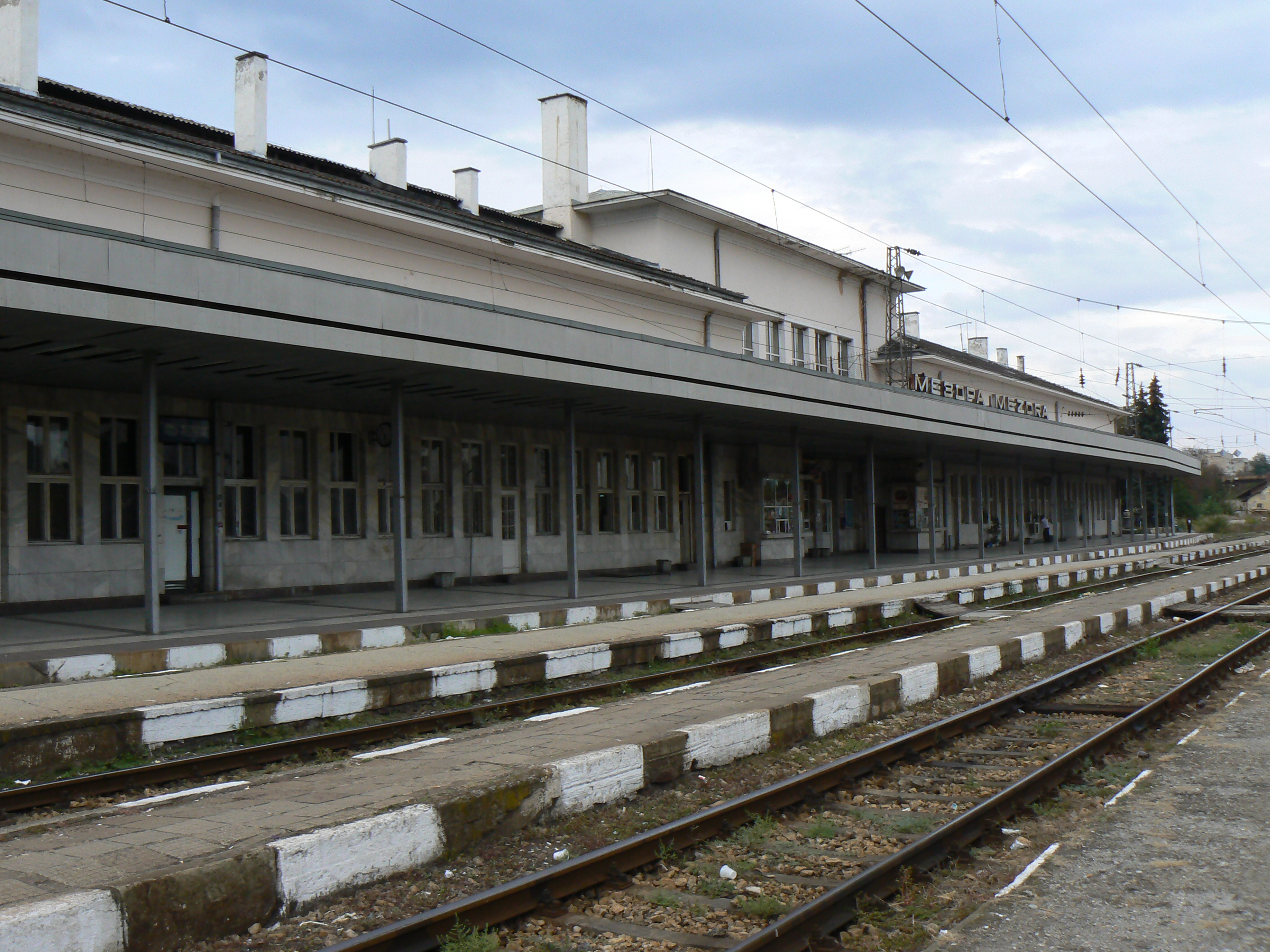
La gare centrale
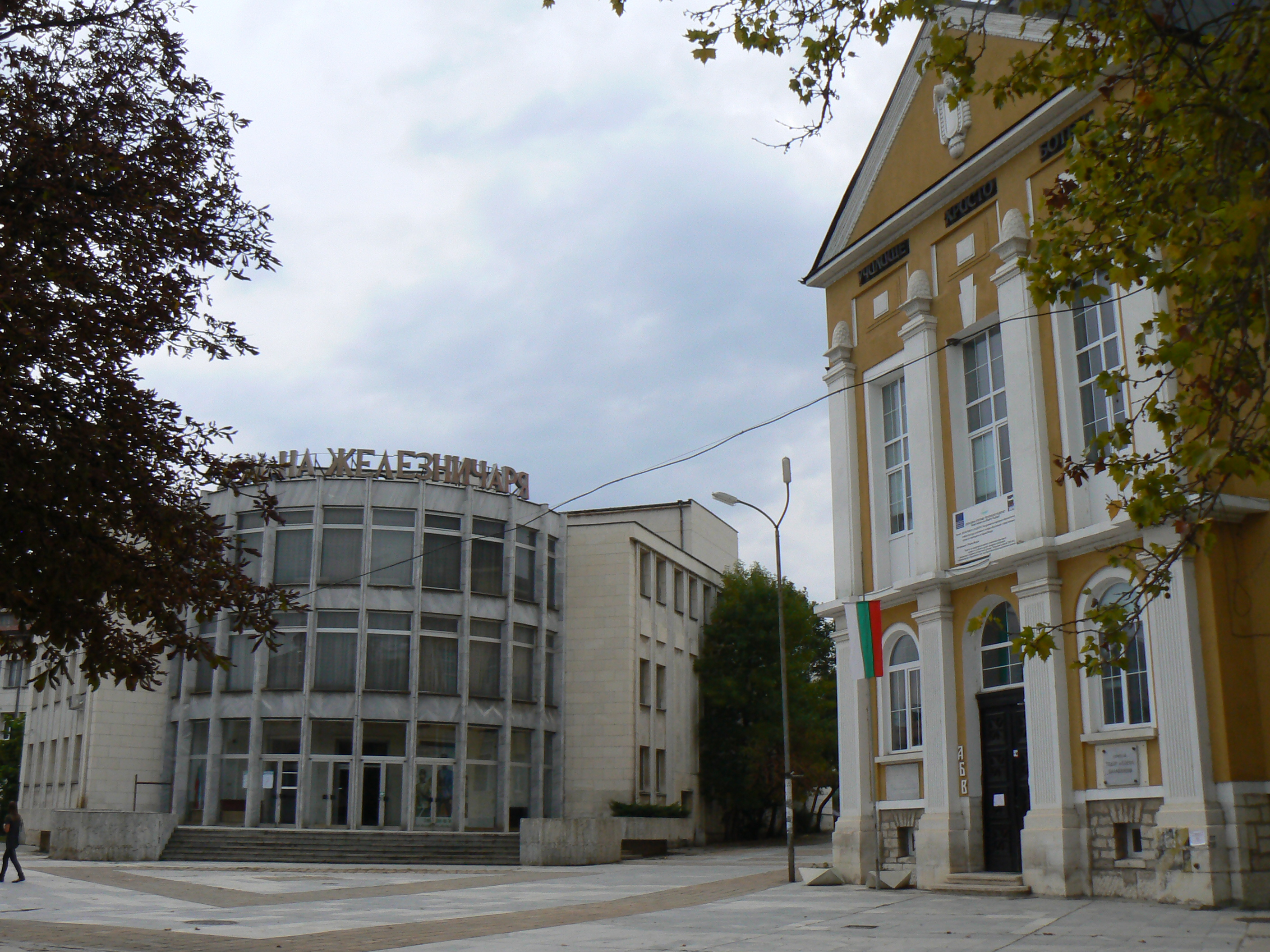
La maison du cheminot et une école
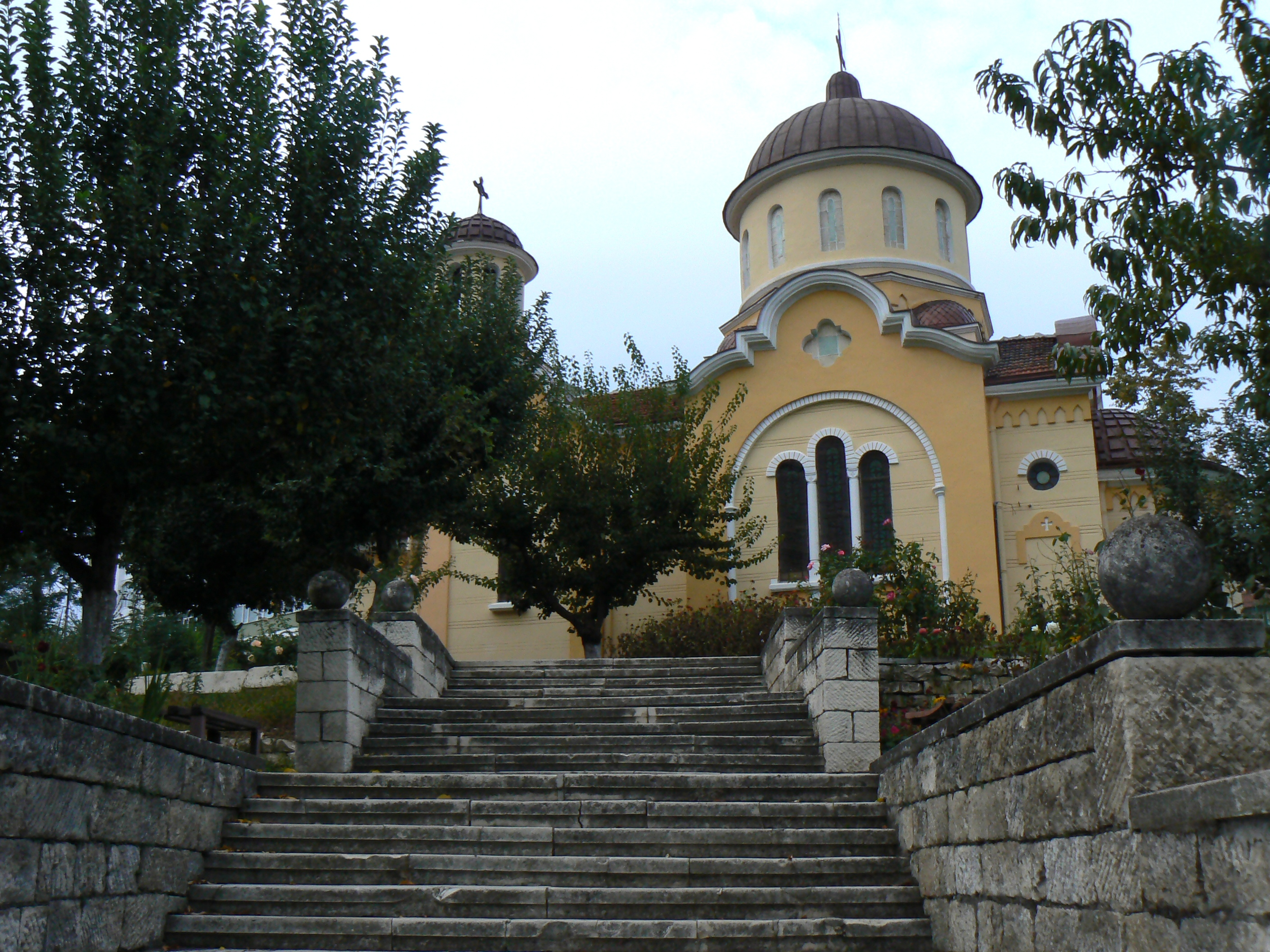
L'église St. George
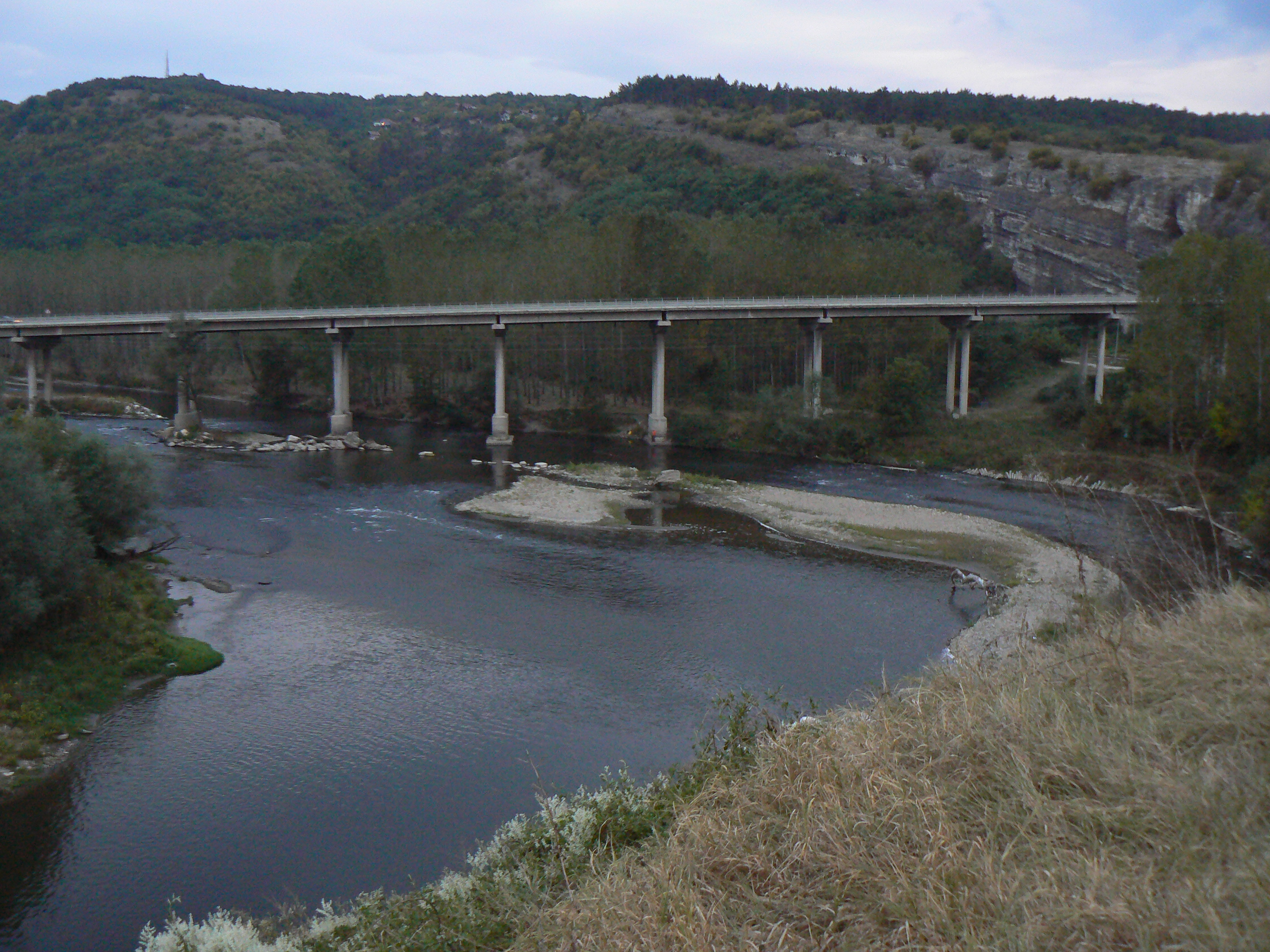
L'Iskar près de Mezdra